# سرکلاژ سرویکس

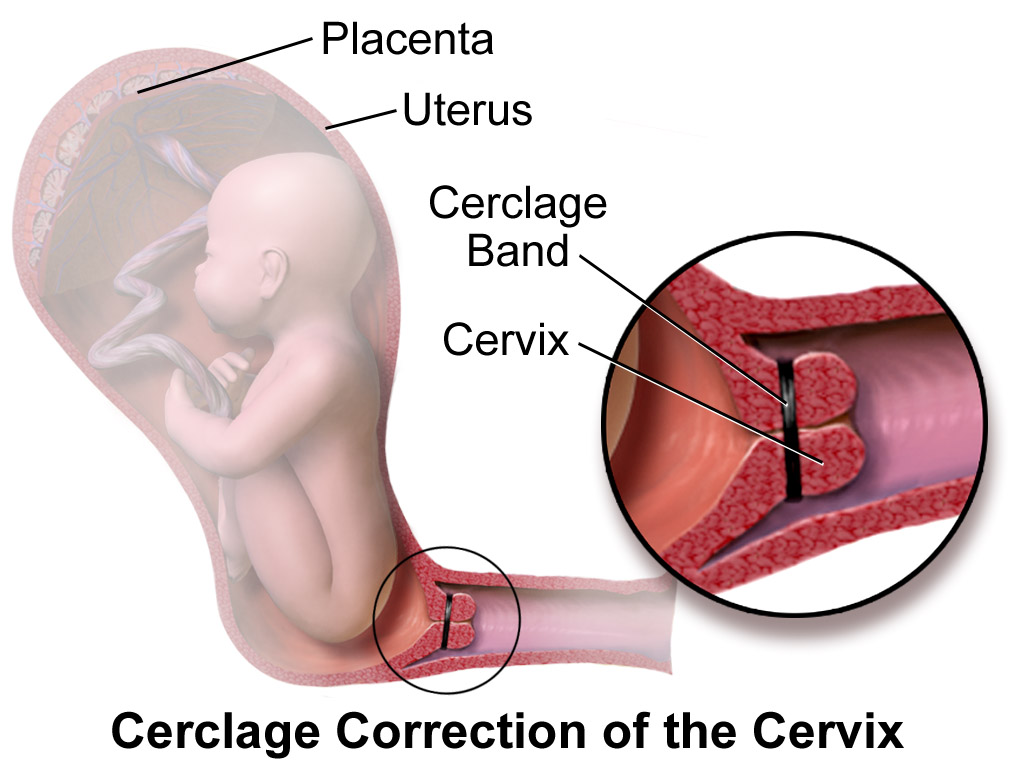
سرکلاژ سرویکس

سرکلاژ سرویکس (به انگلیسی: cervical cerclage)عمل بستن دهانه رحم که برای زنان باردار با سابقه سقط خودبه‌خودی در اثر پارگی یا ناتوانی مادرزادی سرویکس انجام می‌گیرد. این عمل در شرایطی انجام می‌گیرد که سرویکس از حد طبیعی خود کمی گشادتر بوده یا کفایت لازم جهت تحمل فشار جنین را نداشته و خطر سقط جنین می‌تواند وجود داشته باشد.

درمان شامل استفاده از بخیه قوی به دور دیواره گردن رحم در اوایل حاملگی و در حدود هفته‌های ۱۲ تا ۱۴ بوده و پس از آن در اواخر حاملگی و زمانی که ریسک سقط جنین دیگر از بین رفته باشد، بخیه‌ها برداشته می‌شوند.

نتایج موفقیت‌آمیز حاصل از عمل اختیاری سرکلاژ سرویکس، ۸۰٪ تا ۹۰٪ بوده و در بیماران اورژانسی ۴۰٪ تا ۶۰٪ می‌باشد.
درمان جراحی نارسایی سرویکس، «سرکلاژ» نام دارد.

## ریسک فاکتورها
عمل جراحی سرکلاژ روشی ایمن بشمار می‌آید؛ برخی از عوارض احتمالی پس از جراحی شامل:
- خطرات ناشی از بی‌حسی موضعی یا عمومی
- تَهَوُّع و استفراغ ناشی از بیهوشی
- عفونت گردن رحم
- آسیب به گردن رحم یا مثانه
- خون‌ریزی